# Плоть (роман)
«Плоть» (англ. Flesh) — роман американского писателя-фантаста Филипа Хосе Фармера, один из примеров совмещения научной фантастики и эротики. Впервые опубликован в 1960 году издательством Beacon Books в серии Galaxy Science Fiction Novel, в 1968 издана переработанная версия.

## История создания
Первоначально Фармер написал повесть под названием «Богиня визжащая» (англ. The Screaming Goddess), однако её отказались публиковать и редактор Fantasy & Science Fiction, и редактор Galaxy Г. Л. Голд. Последний, однако, посоветовал автору переработать повесть в роман для издательства Beacon Books, которое в то время выпускало серию Galaxy Science Fiction Novels с уклоном в сексуальную тематику. Когда роман был издан, он стал единственным произведением в серии, которое подверглось цензуре, так как текст был слишком смелым для того времени. Многие идеи автор почерпнул из книги Роберта Грейвса «Белая богиня».

## Сюжет
После восьмисотлетнего космического путешествия на Землю возвращается международная космическая экспедиция. Возвращение звёздных путешественников оказывается не очень приятным. Пока их не было, некая глобальная катастрофа разрушила развитую цивилизацию и отбросила человечество назад в средневековье. На территории США образовались несколько враждующих друг с другом государств, которые объединяет одно — в культ возведён секс. Никаких моральных устоев в обществе не осталось. Командира космонавтов — американца Питера Стегга местная знать объявляет Героем Солнце и Королём-Оленем. Хирургическим путём (видимо какие-то знания о медицине у человечества сохранились) ему в голову вживляют оленьи рога, которые увеличивают его мужскую силу, после чего он постоянно вынужден участвовать в сексуальных оргиях по всей стране. Это приводит к неприятным последствиям, думающий собственными гениталиями, а не головой, забывает всё обо всём. Оставшиеся космонавты, не желающие мириться с таким положением дел, решают похитить нескольких местных женщин и улететь на своём корабле на другую планету, чтобы возродить привычную цивилизацию.

## Главные герои
- Питер Стегг — главный герой, капитан корабля «Терра»
- Доктор Кальторп — антрополог в экипаже «Терры»
- Рудольф Черчилл — первый помощник Стегга, возглавивший оставшийся экипаж после него
- Неффи Сарвант — геолог в экипаже «Терры» и одновременно адепт ортодоксальной христианской секты.
- Вирджиния — верховная жрица культа Великой Седой Матери округа Ди-Си (бывший Федеральный округ Колумбия)
- Мэри Кэйси — пойманная при набеге на враждебный к Ди-Си Кэйсиленд девушка

## Отзывы и критика
Критики в целом прохладно приняли книгу. Хотя большинству понравился стиль Фармера, они посчитали, что сюжет нужен был автору лишь чтобы связать между собой откровенные описания сцен секса. Переработанное и дополненное издание, вышедшее через восемь лет, было встречено более благосклонно, во многом благодаря куда лучше воспринимаемому сюжету.
Обозревая вышедший в 2006 году сборник Фармера «Strange Relations», Уильям Рич назвал роман «увлекательным исследованием первобытных верований, пересаженных на американские традиции». Он отметил по поводу сюжета: «Несмотря на абсурдистское допущение, повествование очень правдоподобно. Оно смешное, но смешное в том смысле, что вызывает нервный смех […] Как и в большинстве книг Фармера, здесь тщательно сбалансированы приключения, религия, философия, юмор и секс».